# Sistema de escape para el lanzamiento

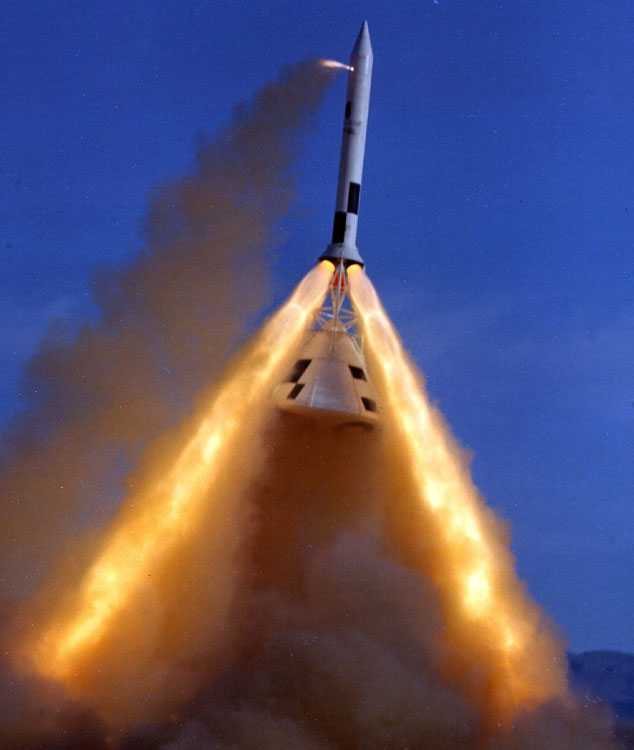
Prueba de aborto en plataforma del LES del Apollo con un módulo de tripulación de prueba.

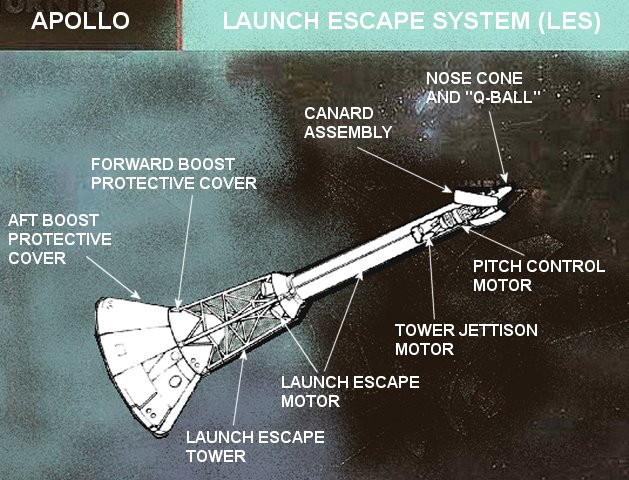
Nave Apollo: Launch Escape System del Apollo.

El sistema de escape para el lanzamiento o LES (del inglés Launch Escape System), también conocido como sistema de aborto para el lanzamiento o LAS (del inglés Launch Abort System), es un cohete conectado sobre el módulo de tripulación de una nave tripulada. Se usa, en caso de emergencia, para separar rápidamente el módulo de la tripulación del resto del cohete. Como los cohetes de escape están alojados sobre los módulos de tripulación, es usual que un LES utilice toberas separadas que estén anguladas hacia el exterior, evitando así que el LES queme el módulo. Este hecho provocaría que el LES atravesase el casco, e inmolase a los pasajeros.
El LES está diseñado para su uso en situaciones donde hay una amenaza inminente para la tripulación, como por ejemplo una explosión repentina.

## Usos
Históricamente, los LES se usaron en las naves estadounidenses Mercury y Apollo. Se siguieron usando en las naves rusas Soyuz y serán usadas en las naves Excalibur Almaz de la compañía de vuelos espaciales privada, así como en las naves Orión de la NASA.
El LES debe usarse mientras la lanzadera espacial permanece en la plataforma de despegue, o durante su ascenso.